# Wola Osowa
Wola Osowa (Wola Kurozwęcka) – wieś w Polsce położona w województwie świętokrzyskim, w powiecie staszowskim, w gminie Staszów
W latach 1975–1998 miejscowość administracyjnie należała do województwa tarnobrzeskiego.
Miejscowość położona nad rzeką Czarną Staszowską. Przy drodze wojewódzkiej  764. W pobliżu mieści się Zalew Chańcza.
We wsi znajduje się Szkoła Podstawowa oraz jednostka Ochotniczej Straży Pożarnej.

## Dawne części wsi – obiekty fizjograficzne
W latach 70. XX wieku przyporządkowano i opracowano spis lokalnych części integralnych dla Woli Kurozwęckiej zawarty w tabeli 1.

| Nazwa wsi – miasta | Nazwy części wsi – miasta                                             | Nazwy obiektów fizjograficznych – charakter obiektu |
| ------------------ | --------------------------------------------------------------------- | --- |
| I. Gromada CHAŃCZA |                                                                       | |
| 1. Wola Kurozwęcka | 1. Dodatki 2. Gajówka Wolska 3. Kotuszówka 4. Pod Lasem 5. Przymiarki | 1. Choiny — las, pole 2. Czarna — rzeka 3. Dodatki — pole 4. Gajówka Wolska — pole 5. Pod Lasem — pole 6. Przymiarki — pole 7. Ściegna — pole 8. Wydymacz — las |

## Historia
Dawna nazwa Wola Żabna. W roku 1684 Wola Ossowa. W roku 1674 płacą tu pogłówne od 88 poddanych. Według Słownika geograficznego Królestwa Polskiego z roku 1893 – Osowa Wola wieś w powiecie stopnickim, gminie i parafii Kurozwęki. W roku 1827 było tu 10 budynków zamieszkałych przez 137 mieszkańców.